# Herminium mackinonii
Herminium mackinonii là một loài thực vật có hoa trong họ Lan. Loài này được Duthie mô tả khoa học đầu tiên năm 1902.